# Бомбейская армия

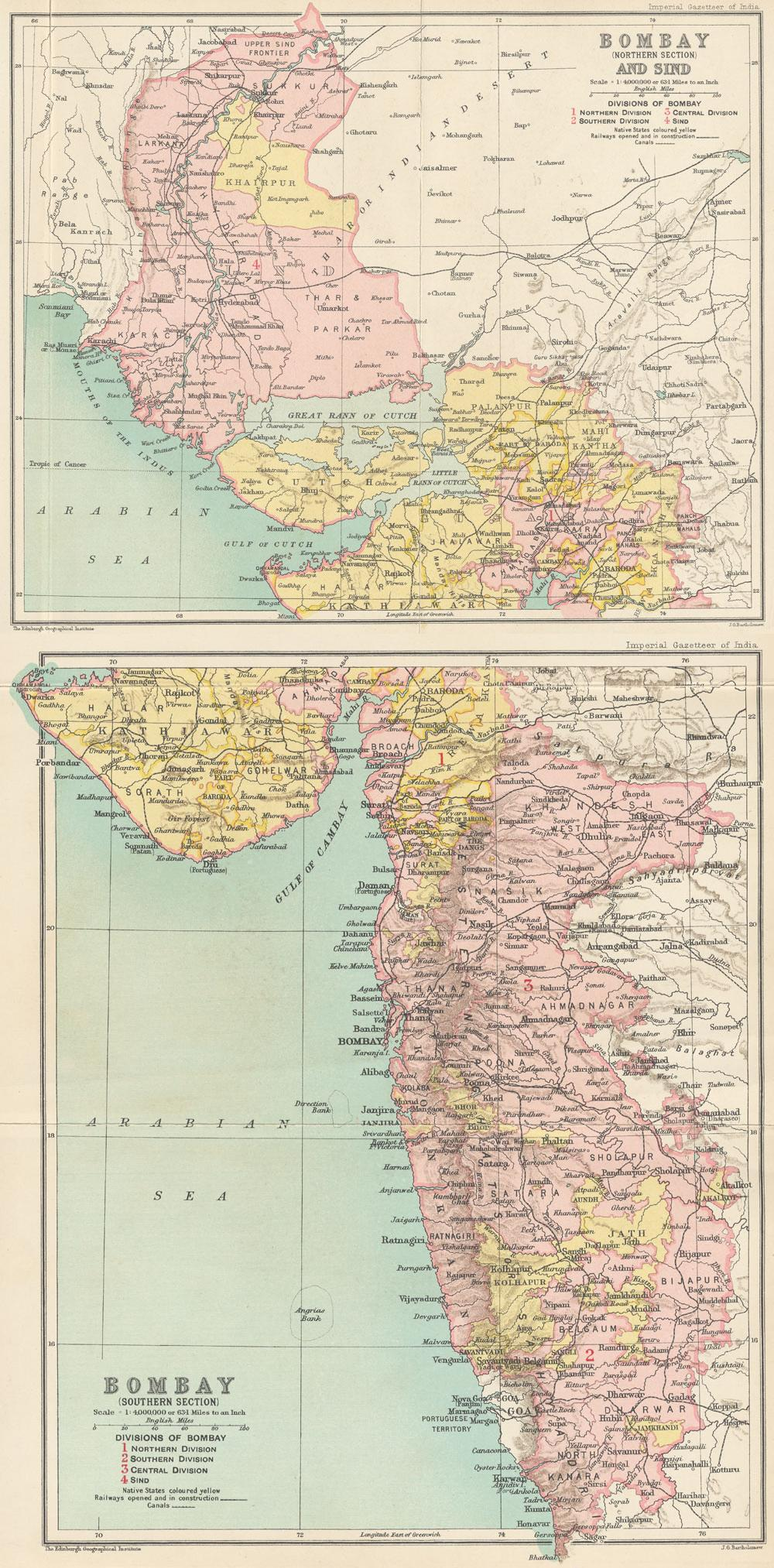
Территория Бомбейского президентства в 1909 году

Бомбейская армия (англ. Bombay Army) — армия Бомбейского президентства, одного из трёх президентств Британской Индии в Южной Азии. Во время своего наибольшего расширения, территория президентства включала земли современного индийского штата Гуджарат, почти полностью территорию Махараштры, северо-запад Карнатаки, а также часть современной пакистанской провинции Синд и протекторат Аден на юге Аравийского полуострова. Многонациональная армия включала в себя наиболее известные подразделения региона, такие как 102-й собственный принца Уэльского гренадерский полк, Бомбейский корпус сапёров и минёров и 105-й маратхский лёгкий пехотный полк.
Армии президентств, как и сами президентства, находились под контролем Ост-Индской компании. После Сипайского восстания 1857 года все три индийских президентства посредством Закона о лучшем управлении Индией были подчинены напрямую Британской короне. Сами армии президентств в тот же период были объединены в Британскую Индийскую армию.

## История

### XVIII век
На ранних этапах правления Почтенной Ост-Индской компании Бомбей считался опасным и убыточным регионом. Соответственно, там поддерживался лишь небольшой гарнизон, а упор делался на создание местного военно-морского флота («Бомбейская флотилия») для борьбы с пиратством. В 1742 году Бомбейская армия состояла из восьми рот европейских и евразийских гарнизонных войск, насчитывавших 1593 человека всех рангов. Они брали своё начало от независимых воинских формирований, возникших ещё в 1668 году, когда Ост-Индская компания взяла под свой контроль город Бомбей.

## Список главнокомандующих армией
Список приведен в соответствии с книгой «The India List and India Office List» и отражает положение вещей по состоянию на 1905 год: